# Eşrefoğulları
La dinastia del beilicato di Eşref o di Ashraf, in turco Eşrefoğulları fu una dinastia turcomanna, che si stabilì in Anatolia, nella regione di Beyşehir, intorno al 1285. Il beilicato scomparve nel 1326.

## Storia
La città di Beyşehir venne fondata durante il regno del sultano selgiuchide di Rum `Ala 'al-Din Kay er Qubadh. La città venne poi affidata alla famiglia di Esref, un emiro turkmeno incaricato della difesa dei confini occidentali del sultanato. La famiglia acquisì la sua indipendenza proprio all'inizio del periodo noto come l'epoca dei beilicati. Eşref è l'eponimo della breve dinastia che regnerà su Beyşehir, ma sarà il figlio Seyfeddin Süleyman il primo a dichiararsi indipendente.
Nel 1281, dopo la morte dell'Ilkhan Abaqa di Persia, l'Anatolia conobbe un periodo instabile. Il Beilicato di Karaman compì frequenti atti di saccheggio nella regione di Konya mentre Seyfeddin Süleyman fece incursioni da Beyşehir a Konya e Akşehir.
Con l'assassinio di Ghiyâth ad-Dîn Kay Khusraw a Erzincan per ordine di Ahmad Teküder, nel marzo 128 al suo ritorno da una visita alla corte mongola e con due figli troppo giovani per regnare, Seyfeddin Süleyman fu nominato reggente dagli Ilkhanidi e giocò un ruolo importante nelle liti tra i contendenti alla successione.
- Il ragazzo maggiore: sua madre viene mandata a governare la città di Sivrihisar dagli Ilkhanidi che lo uccidono nell'ottobre 1285[7] .
- Il più giovane : viene mandato dalla vedova di Kay Kâwus II, madre di suo cugino Ghiyâth ad-Dîn Mas`ûd ad Aksaray . Probabilmente è stato assassinato nel gennaio 1286  .

Una volta eliminati questi due pretendenti, i mongoli misero Mas`ûd sul trono. Successivamente Seyfeddin Süleyman giurerà fedeltà e aiuterà Masud II a conquistare il potere contro il suo ultimo fratello Siyawuş.
Seyfeddin Süleyman cambiò il nome di Beyşehir, per Süleymanşehir..
Mübarizüddin Mehmed succedette a suo padre nel 1302. Catturò Akşehir e Bolvadin nel 1314 e accettò la sovranità degli Ilkhanidi.
Solimano II, figlio di Mübarizüddin Mehmed, gli succedette nel 1320. In questo periodo Timurtaş, figlio minore di Chupan, fu nominato governatore dell'Anatolia (1319). Si impegnò a ristabilire l'ordine nella regione. Intorno al 1326, Timurtaş marciò su Beyşehir e uccise Solimano II gettandolo nel lago Beyşehir. Il territorio venne diviso tra i Karamanidi e gli Hamididi.

## Eredità
I bey di Beyşehir lasciano dietro di sé alcune opere architettoniche tra cui la Moschea Beyşehir costruita da Seyfeddin Süleyman.

## La dinastia

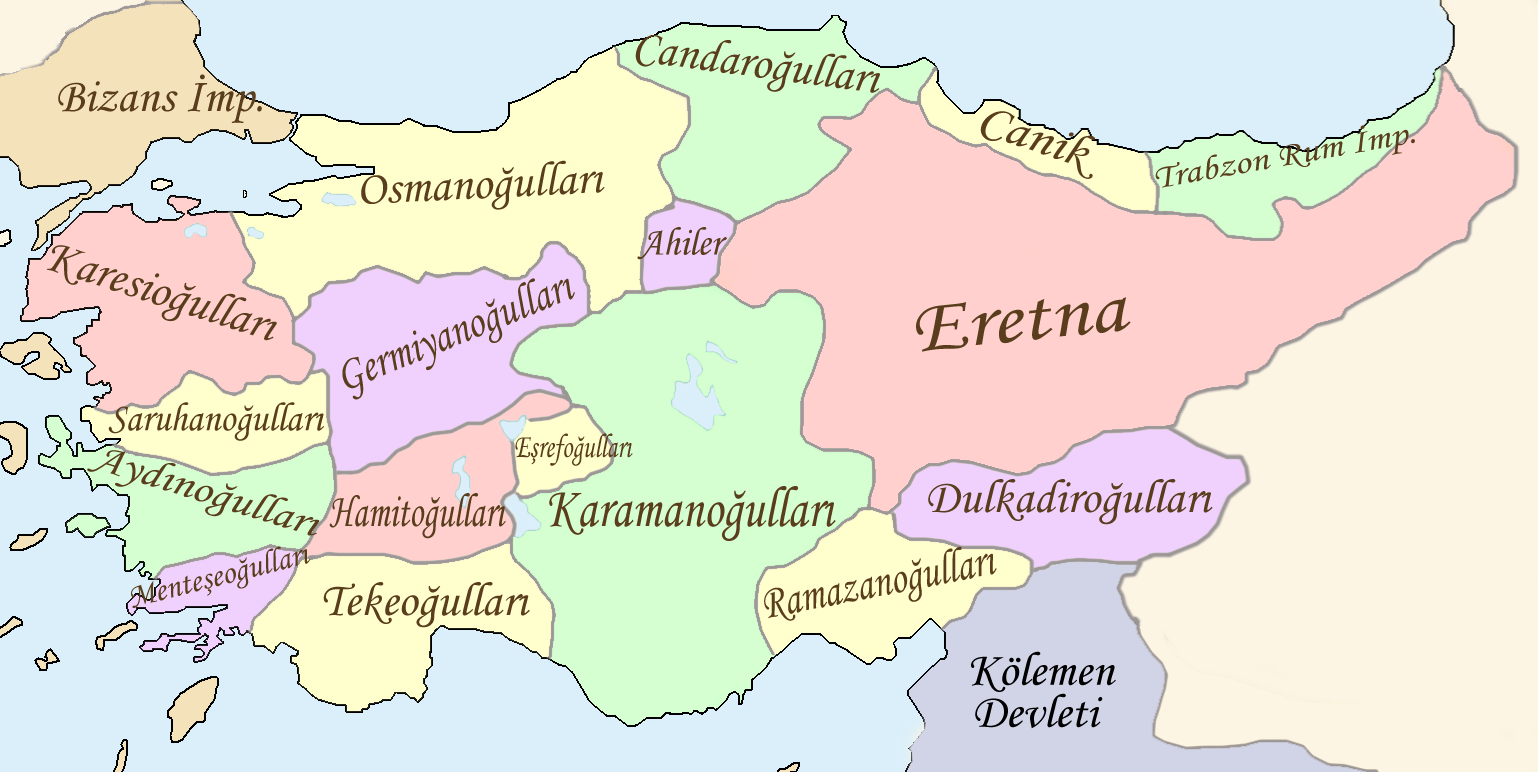
Mappa dei beilicati anatolici formati dopo la battaglia di Köse Dağ.

| Date        | Nome                     | Nome turco               | Figlio di                |                          |
| ----------- | ------------------------ | ------------------------ | ------------------------ | ------------------------ |
| 1280 - 1302 | Sayf al-Din Sulayman     | Seyfeddin Süleyman       | Eşref                    | Fondatore del beilicato. |
| 1302- 1320  | Mubâriz al-Din Muhammad  | Mübarizüddin Mehmed      | Süleyman                 |                          |
| 1320- 1326  | Sulayman II              | Suleyman II              | Mehmed                   |                          |
| 1326        | Scomparsa del beilicato. | Scomparsa del beilicato. | Scomparsa del beilicato. | Scomparsa del beilicato. |